# NGC 6024
NGC 6024 (również PGC 56294) – galaktyka spiralna (S), znajdująca się w gwiazdozbiorze Smoka. Odkrył ją Lewis A. Swift 28 czerwca 1886 roku.